# 376 Geometria
A 376 Geometria (ideiglenes jelöléssel 1893 AM) a Naprendszer kisbolygóövében található aszteroida. Auguste Charlois fedezte fel 1893. szeptember 18-án.